# La Petite Fille modèle

La Petite Fille modèle est un téléfilm français réalisé par Jean-Jacques Lagrange, sorti en 1985.

## Fiche technique
- Titre : La Petite Fille modèle
- Réalisation : Jean-Jacques Lagrange
- Pays d'origine :  France
- Format : Couleur - 1,33:1 - 35 mm - Son mono
- Année de diffusion : 1985

## Distribution
- Anne Bos : Capucine
- Danielle Darrieux : Mamie
- Emmanuel Curtil : Fabien
- Jacques François : Chaumaz
- Jean Bouise : Le détective
- Fernand Berset : Benjamin
- Maria del Rosario Simeon : Conchita
- Raoul Pastor : José
- Vincent Aubert : Le prof d'informatique
- Jane Savigny : Une sœur Monthoux
- Neige Dolsky : Une sœur Monthoux
- Roland Amstutz : Un banquier
- Monique Bierens de Hann : Une sœur Monthoux
- Jacques Michel : Un banquier
- François Germond : Un banquier